# Carrozze FFS tipo Eurocity
Le carrozze tipo Eurocity sono una serie di carrozze passeggeri delle Ferrovie Federali Svizzere, appartenenti al tipo europeo unificato Z.
Talvolta vengono identificate – erroneamente – come «carrozze unificate V», suggerendone una derivazione dalle CU IV che tuttavia non corrisponde alla realtà.
Le carrozze tipo Eurocity furono costruite dal 1989 al 1995 in tre varianti:
- 70 carrozze di 1ª classe tipo Apm 61 85 10-90;
- 155 carrozze di 2ª classe tipo Bpm 61 85 20-90;
- 12 carrozze panoramiche di 1ª classe tipo Apm 61 85 19-90.

Alcune carrozze furono noleggiate alla società Cisalpino e ridipinte nella livrea sociale.

## Galleria d'immagini

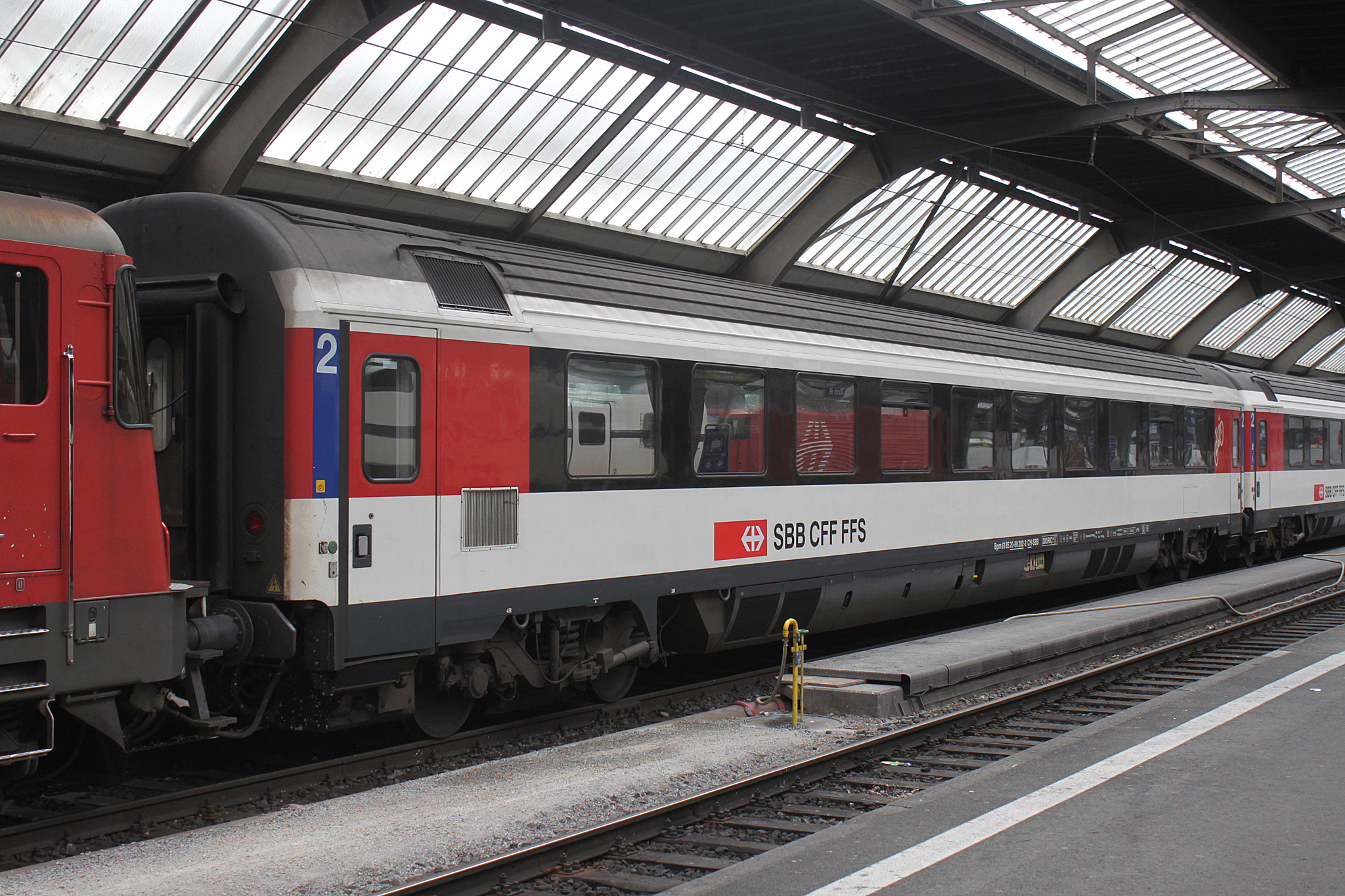
Carrozza di 2ª classe in livrea attuale
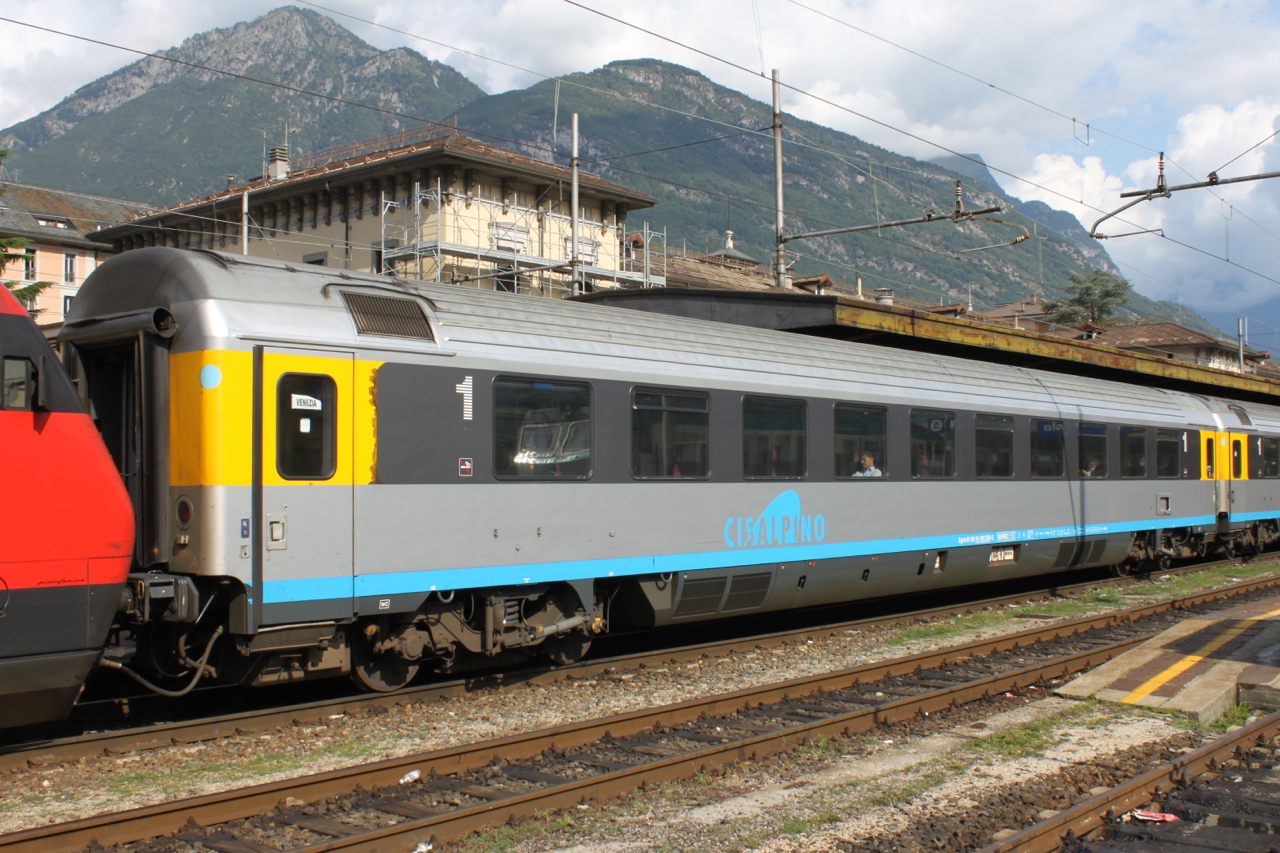
Carrozza di 1ª classe in livrea Cisalpino
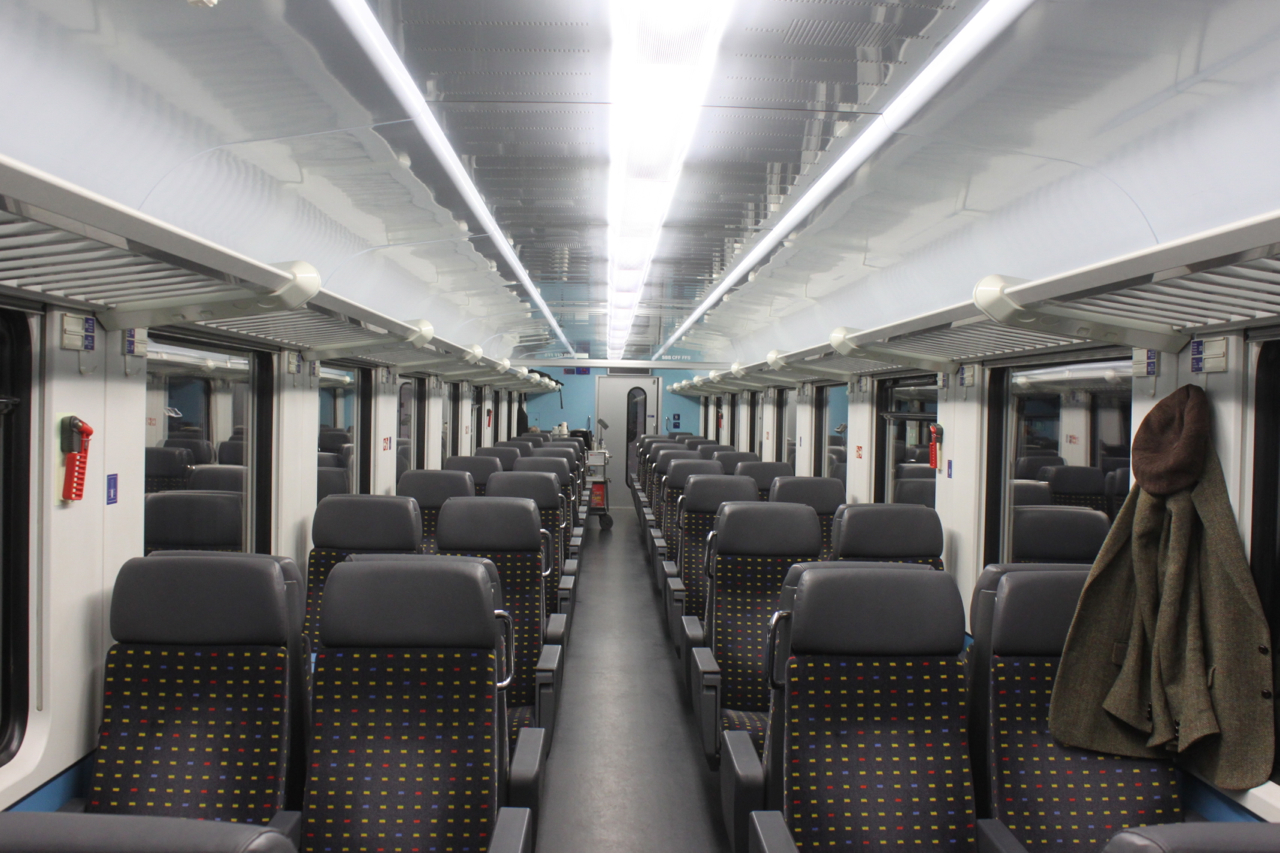
Interno di una carrozza di 2ª classe